# 6e méridien ouest
Pour les articles homonymes, voir 6e méridien.
En géographie, le 6e méridien ouest est le méridien joignant les points de la surface de la Terre dont la longitude est égale à 6° ouest.

## Géographie

### Dimensions
Comme tous les autres méridiens, la longueur du 6e méridien correspond à une demi-circonférence terrestre, soit 20 003,932 km. Au niveau de l'équateur, il est distant du méridien de Greenwich de 668 km,.
Avec le 174e méridien est, il forme un grand cercle passant par les pôles géographiques terrestres.

### Régions traversées
En commençant par le pôle Nord et descendant vers le sud au pôle Sud, Le 6e méridien ouest passe par:
| Coordonnées         | Pays, Territoire ou Mer | Notes |
| ------------------- | ----------------------- | --- |
| 90° 00′ N, 6° 00′ O | Océan Arctique          | |
| 81° 58′ N, 6° 00′ O | Océan Atlantique        | Passe juste à l'est de l'île de Fugloy, Îles Féroé (à 62° 20′ N, 6° 15′ O) Passe juste à l'est de l'île de Svínoy, Îles Féroé (à 62° 17′ N, 6° 17′ O) Passe juste à l'ouest de l'île de North Rona, Ecosse, Royaume-Uni (à 59° 07′ N, 5° 50′ O) Passe juste à l'est de l'île de Sula Sgeir, Ecosse, Royaume-Uni (à 59° 06′ N, 6° 09′ O) |
| 58° 32′ N, 6° 00′ O | The Minch               | Passe juste à l'est de l'île de Lewis, Ecosse, Royaume-Uni (à 58° 15′ N, 6° 08′ O) |
| 57° 33′ N, 6° 00′ O | Royaume-Uni             | Ecosse — îles de South Rona, Raasay, Scalpay, Skye |
| 57° 01′ N, 6° 00′ O | Océan Atlantique        | Mer des Hébrides |
| 56° 46′ N, 6° 00′ O | Royaume-Uni             | Ecosse — presqu'îles de Ardnamurchan et Morvern, et l'Île de Mull |
| 56° 19′ N, 6° 00′ O | Océan Atlantique        | Firth of Lorn |
| 55° 59′ N, 6° 00′ O | Royaume-Uni             | Ecosse — Île de Jura |
| 55° 48′ N, 6° 00′ O | Océan Atlantique        | Sound of Jura — passe juste à l'est de l'île de Islay, Ecosse, Royaume-Uni (à 55° 41′ N, 6° 02′ O) Canal du Nord — passe juste à l'est de l'Île de Rathlin, Irlande du Nord, Royaume-Uni (à 55° 18′ N, 6° 10′ O) |
| 55° 03′ N, 6° 00′ O | Royaume-Uni             | Irlande du Nord — passe juste à l'ouest de Belfast (à 54° 36′ N, 5° 56′ O) |
| 54° 03′ N, 6° 00′ O | Mer d'Irlande           | Passe juste à l'est de Île Lambay, Irlande (à 53° 29′ N, 6° 00′ O) Passe juste à l'est de Howth Head, Irlande (à 53° 23′ N, 6° 03′ O near Dublin) Passe juste à l'est de Wicklow Head, Irlande (à 52° 58′ N, 6° 00′ O) |
| 51° 56′ N, 6° 00′ O | Océan Atlantique        | Mer Celtique — passe juste à l'ouest de Land's End, Angleterre, Royaume-Uni (à 50° 04′ N, 5° 43′ O) — passe juste à l'est des Îles Scilly, Angleterre, Royaume-Uni (at 49° 57′ N, 6° 16′ O) dans une partie de l'océan sans nom — de 46° 42′ N, 6° 00′ O et par le Golfe de Gascogne — de 45° 59′ N, 6° 00′ O                           |
| 43° 35′ N, 6° 00′ O | Espagne                 | Passe juste à l'ouest de Séville (at 37° 23′ N, 5° 59′ O) |
| 36° 11′ N, 6° 00′ O | Océan Atlantique        | |
| 35° 34′ N, 6° 00′ O | Maroc                   | |
| 29° 45′ N, 6° 00′ O | Algérie                 | |
| 25° 44′ N, 6° 00′ O | Mauritanie              | |
| 25° 00′ N, 6° 00′ O | Mali                    | |
| 20° 05′ N, 6° 00′ O | Mauritanie              | |
| 15° 30′ N, 6° 00′ O | Mali                    | |
| 10° 13′ N, 6° 00′ O | Côte d'Ivoire           | |
| 4° 58′ N, 6° 00′ O  | Océan Atlantique        | Passe juste à l'ouest de l'île de Sainte-Hélène, Ascension et Tristan da Cunha (à 15° 59′ S, 5° 47′ O) |
| 60° 00′ S, 6° 00′ O | Océan Austral           | |
| 70° 24′ S, 6° 00′ O | Antarctique             | Terre de la Reine-Maud, revendiquée par la Norvège |